# Burton, Cumbria
Burton var en civil parish 1986 när det uppgick i Burton-in-Kendal, i grevskapet Cumbria i England. Parishen var belägen 8 km från Kirkby Lonsdale och hade 646 invånare år 1961.